# Valerij Heorhijovics Onufer
Valerij Heorhijovics Onufer  (ukránul: Валерій Георгійович Онуфер; Ungvár, 1954. február 10. – 2011. február 21.) ukrán nemzetközi labdarúgó-játékvezető.

## Pályafutása
A Lvivi Műszaki Főiskolán szerzett felsőfokú végzettséget.

### Labdarúgóként
Labdarúgó játékos volt, A lvivi Karpati labdarudú csapatban kezdte pályafutását. Később játszott a kárpátaljai egyesített csapatban, és néhányszor fellépett a Hoverla színeiben is. 1984-ben egy makacs sérülés miatt választotta a játékvezetést.

### Labdarúgó-játékvezetőként

#### Nemzeti játékvezetés
1991-ben lett az I. Liga játékvezetője. Az aktív nemzeti játékvezetéstől 2000-ben vonult vissza.

##### Nemzeti kupamérkőzések
Vezetett Kupa-döntők száma: 1.

###### Ukrán Kupa
| Időpont         | Helyszín                | Mérkőzés típusa | Mérkőzés                               | Eredmény | Nézők száma |
| --------------- | ----------------------- | --------------- | -------------------------------------- | -------- | ----------- |
| 2000. május 27. | Olimpiai Stadion, Kijev | döntő           | FK Dinamo Kijiv–FK Krivbasz Krivij Rih | 1 : 0    | 45 500      |

#### Nemzetközi játékvezetés
Az Ukrán labdarúgó-szövetség Játékvezető Bizottsága (JB) 1996-ban terjesztette fel nemzetközi játékvezetőnek, a Nemzetközi Labdarúgó-szövetség (FIFA) bíróinak keretébe. Több nemzetek közötti válogatott és klubmérkőzést vezetett. Az ukrán nemzetközi játékvezetők rangsorában, a világbajnokság-Európa-bajnokság sorrendjében többedmagával az 5. helyet foglalja el 1 találkozó szolgálatával. Az aktív nemzetközi játékvezetéstől 2000-ben a FIFA 45 éves korhatárát elérve búcsúzott. Válogatott mérkőzéseinek száma: 1.

##### Európa-bajnokság
Az európai-labdarúgó torna döntőjéhez vezető úton Belgiumba és Hollandiába a XI., a 2000-es labdarúgó-Európa-bajnokságra az UEFA JB játékvezetőként foglalkoztatta.
| Időpont           | Helyszín                     | Mérkőzés típusa           | Mérkőzés            | Eredmény | Nézők száma |
| ----------------- | ---------------------------- | ------------------------- | ------------------- | -------- | ----------- |
| 1998. október 14. | Olimpiai Stadion, Serravalle | előselejtező (6. csoport) | San Marino–Ausztria | 1 : 4    | 1 218       |

2011. február 21-én, 57 éves korában hunyt el Ungváron. Sírja az Ungváron, a Domonya városrészben lévő temetőben található.